# Julien Duvivier
Pour les articles homonymes, voir Duvivier.
 (mai 2017).
Si vous disposez d'ouvrages ou d'articles de référence ou si vous connaissez des sites web de qualité traitant du thème abordé ici, merci de compléter l'article en donnant les références utiles à sa vérifiabilité et en les liant à la section « Notes et références ».
Julien Duvivier est un réalisateur français, né le 8 octobre 1896 à Lille et mort le 29 octobre 1967 à Paris.
Il a marqué le cinéma français de la période 1930-1960. Parmi ses films les plus originaux, figurent notamment Pépé le Moko, Panique et Voici le temps des assassins. Célèbre pour sa noirceur et son pessimisme, il connut cependant ses plus grands succès publics avec les deux premiers films de la série des Don Camillo.

## Carrière

### Les premières armes
Fils d'un chef de fabrication, Julien Duvivier naît le 8 octobre 1896 à Lille.
Il fait ses débuts, sur les conseils de Pierre Bertin, en tant qu'acteur de théâtre, en 1916, à l'Odéon, sous la direction d'André Antoine,. Celui-ci lui conseille de s'orienter vers le cinéma, muet à l'époque. C'est ce qu'il fait en entrant, en 1918, chez Gaumont en tant que scénariste et assistant auprès de Louis Feuillade, André Antoine et Marcel L'Herbier ; puis, bien vite, en tant que réalisateur.
En 1919 il réalise son premier film, Haceldama ou le Prix du sang, un western tourné en Corrèze qui ne connaît pas un grand succès.

### Les années 1920, les débuts
Dans les années 1920, plusieurs de ses films traitent de sujets religieux, Credo ou la Tragédie de Lourdes (scénario de Georges d'Esparbès), L'Abbé Constantin ou encore La Vie miraculeuse de Thérèse Martin. Sa filmographie n'est, cependant, jamais cantonnée dans une thématique particulière. Et, en 1926, il tourne L'Homme à l'Hispano avec Georges Galli.

### Les années 1930, l’âge d’or
Dans les années 1930, Duvivier entre, pour neuf ans, au service de la société de production « Film d'art », fondée par Marcel Vandal et Charles Delac, où il pratique le travail d'équipe. Avec David Golder, en 1931, son premier film parlant et une même première expérience pour Harry Baur, il connaît son premier succès.
En 1934, Maria Chapdelaine marque sa première collaboration avec Jean Gabin. Puis, avec La Bandera, en 1935, il s’attache les talents du dialoguiste Charles Spaak, auparavant collaborateur de Feyder, Grémillon, Allégret et L'Herbier, avec lequel il travaille souvent. Il tourne, toujours en 1935, Golgotha, vision originale de la Passion du Christ.
Après le tournage du Golem, en 1936, film fantastique, il entreprend le tournage de La Belle Équipe, avec Jean Gabin, Charles Vanel et Raymond Aimos, une œuvre phare, témoin de l'esprit du Front populaire, où cinq ouvriers parisiens au chômage, ayant gagné à la loterie, achètent une bâtisse délabrée au bord de l'eau qu'ils transforment en guinguette. La fin ayant été jugée trop pessimiste, les producteurs imposent, au grand dam de Duvivier, un dénouement plus heureux. Si les deux fins existent toujours, c'est la version optimiste qui fut exploitée en salle.
Trois films s’enchaînent ensuite : L'Homme du jour, en 1936, film mineur avec Maurice Chevalier, puis Pépé le Moko et Un carnet de bal, en 1937, deux chefs-d'œuvre. Pépé le Moko, qui nous plonge dans la pègre d’Alger, propulse Jean Gabin au rang de vedette internationale.
En 1938, Duvivier tourne pour la MGM aux États-Unis une biographie de Johann Strauss, The Great Waltz.
En 1939, de retour en France, il met en scène La Fin du jour dans lequel des acteurs de théâtre à la retraite luttent pour sauver leur maison de retraite. On y retrouve Michel Simon, en vieil acteur cabotin, et Louis Jouvet, en vieux « jeune premier » qui croit encore en son pouvoir de séduction. C’est sans doute le film le plus émouvant du réalisateur et, selon ses dires, son préféré. Duvivier enchaîne ensuite La Charrette fantôme, film fantastique adapté du roman de Selma Lagerlöf, et, en 1940, Untel père et fils avec Raimu, Michèle Morgan et Louis Jouvet, une chronique familiale qui ne peut être projetée en France qu’à la fin de guerre. Ce film, malgré sa distribution, est considéré comme mineur, voire raté.

### La Seconde Guerre mondiale – période américaine
Durant la Seconde Guerre mondiale, contrairement à Marcel Carné qui poursuit sa carrière en France, Julien Duvivier part à nouveau travailler aux États-Unis pour y réaliser cinq films : Lydia, en 1941 ; deux films à sketches : Six Destins avec Charles Boyer et Rita Hayworth, en 1942, et Obsessions, en 1943, avec Edward G. Robinson, Charles Boyer et Barbara Stanwyck ; puis L'Imposteur, en 1943, avec Gabin et Destiny, en 1944.

### L’après-guerre

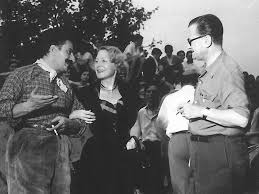
Giovanni Guareschi (à gauche) et Julien Duvivier (à droite), 1952, pendant le tournage du Petit Monde de don Camillo.

À son retour en France, Duvivier éprouve quelques difficultés à renouer avec le succès des années 1930. En 1946, sort Panique, adapté du roman Les Fiançailles de monsieur Hire de Georges Simenon. Le film, condensé des instincts les plus vils de la nature humaine, reste l’une des œuvres les plus personnelles et noires de son auteur. C'est pourtant un échec cuisant, tant critique que public, la critique lui reprochant une volonté de retour au réalisme poétique d’avant-guerre. Duvivier continue cependant, après un court détour en Grande-Bretagne, en 1948, pour Anna Karénine et un tournage en Espagne pour Black Jack, en 1950, à tourner en France.
En 1951, il réalise Sous le ciel de Paris, film d’une grande originalité où, au cours d’une même journée, on suit, à Paris, des personnages dont les destins se croisent. La même année 1951, Duvivier tourne le premier volet des Don Camillo, Le Petit Monde de don Camillo, qui rencontre un succès populaire immédiat et auquel il donne lui-même une suite, Le Retour de don Camillo, en 1953. La série se prolonge sous la direction d’autres réalisateurs. En 1952, il tourne La Fête à Henriette, mise en abyme d'un film en train de se faire dans lequel il s'autoparodie en compagnie d'Henri Jeanson.
Dans Voici le temps des assassins, en 1956, sans doute le film où le pessimisme de Duvivier quant à la nature humaine et la rouerie des femmes trouve sa quintessence, on retrouve Jean Gabin dans le rôle d’André Châtelin, un brave restaurateur qui se fait gravement duper, tout comme le jeune étudiant en médecine Gérard Delacroix (Gérard Blain), par une jeune femme démoniaque interprétée par Danièle Delorme : il s’agit d’une œuvre très noire dépeignant les portraits de plusieurs femmes particulièrement cyniques et manipulatrices entrainant les hommes à leur perte, considérée par beaucoup, notamment par François Truffaut, comme le meilleur film de son auteur. La photo noire, blanche et grise d'Armand Thirard plonge le spectateur dans un univers crépusculaire, sinon sépulcral, où Duvivier ne montre jamais le soleil. Ses protagonistes s'agitent dans une sorte de torpeur humide, alimentée par les fluides qui s'écoulent des Halles de Paris. C’est une vision de l'automne de la vie avant que les harpies Catherine (Danièle Delorme), Gabrielle (Lucienne Bogaert) ou la mère Châtelin (Germaine Kerjean) et son fouet à sorcières n’achèvent leurs destruction et autodestruction. Elles taillent en pièces Châtelin-Gabin, celui qui donnait à manger sans trop savoir pourquoi, et font un sort à Gérard, incarnation éphémère d’une fragile jeunesse et d'un possible futur. Duvivier décide de filmer les Halles de Paris encore existantes (dont une partie sera aussi reconstruite en studio), mais également d'autres décors naturels : en Seine-et-Marne, à Lagny-sur-Marne (scènes le long de la Marne) ou encore dans le Val-d'Oise à Herblay (quai du Génie, au repos du pêcheur, scènes devant la guinguette de Mme Châtelin). Il restitue donc la vie grouillante des anciennes Halles, sur fond des pavillons Baltard anéantis par d’autres démolisseurs, destruction dont Paris porte encore les stigmates plus de 40 ans après leur disparition. Les rares instants animés d’un semblant de chaleur humaine sont les séquences d'ensemble au restaurant et à la guinguette des Châtelin, scènes que Duvivier évite de transformer en iconographie parisienne. Le film est interdit aux moins de 16 ans lors de sa sortie, et classé Art et Essai.
Duvivier tourne un autre grand film en 1958, Marie-Octobre, avec Danielle Darrieux, Paul Meurisse, Serge Reggiani et Bernard Blier. Un exercice de style où onze personnages (neuf hommes et deux femmes) évoluent dans une unité de lieu, de temps et d'action avec une mise en scène omniprésente, inquisitrice, presque menaçante dans un souci constant du cadrage et de la composition de l'image. La même année, le metteur en scène est invité à participer au jury du festival de Cannes.
En 1962, il se livre une dernière fois à l’exercice du film à sketches avec Le Diable et les Dix Commandements. L’année suivante, en 1963, sort Chair de poule, dont le scénario est adapté du roman Tirez la chevillette (Come Easy, Go Easy, 1960) de James Hadley Chase et dont l'intrigue présente bien des similitudes avec celle du Facteur sonne toujours deux fois. Une fois de plus, Duvivier y présente un personnage de garce sans scrupule.

### Mort
En octobre 1967, alors que s'achève la production de Diaboliquement vôtre, dans lequel un homme perd la mémoire à la suite d’un accident de voiture, Duvivier est épuisé. Le 29 octobre 1967, après une crise cardiaque au volant de sa voiture,, il meurt à l'hôpital Boucicaut, où il n'a pu être réanimé, âgé de 71 ans.

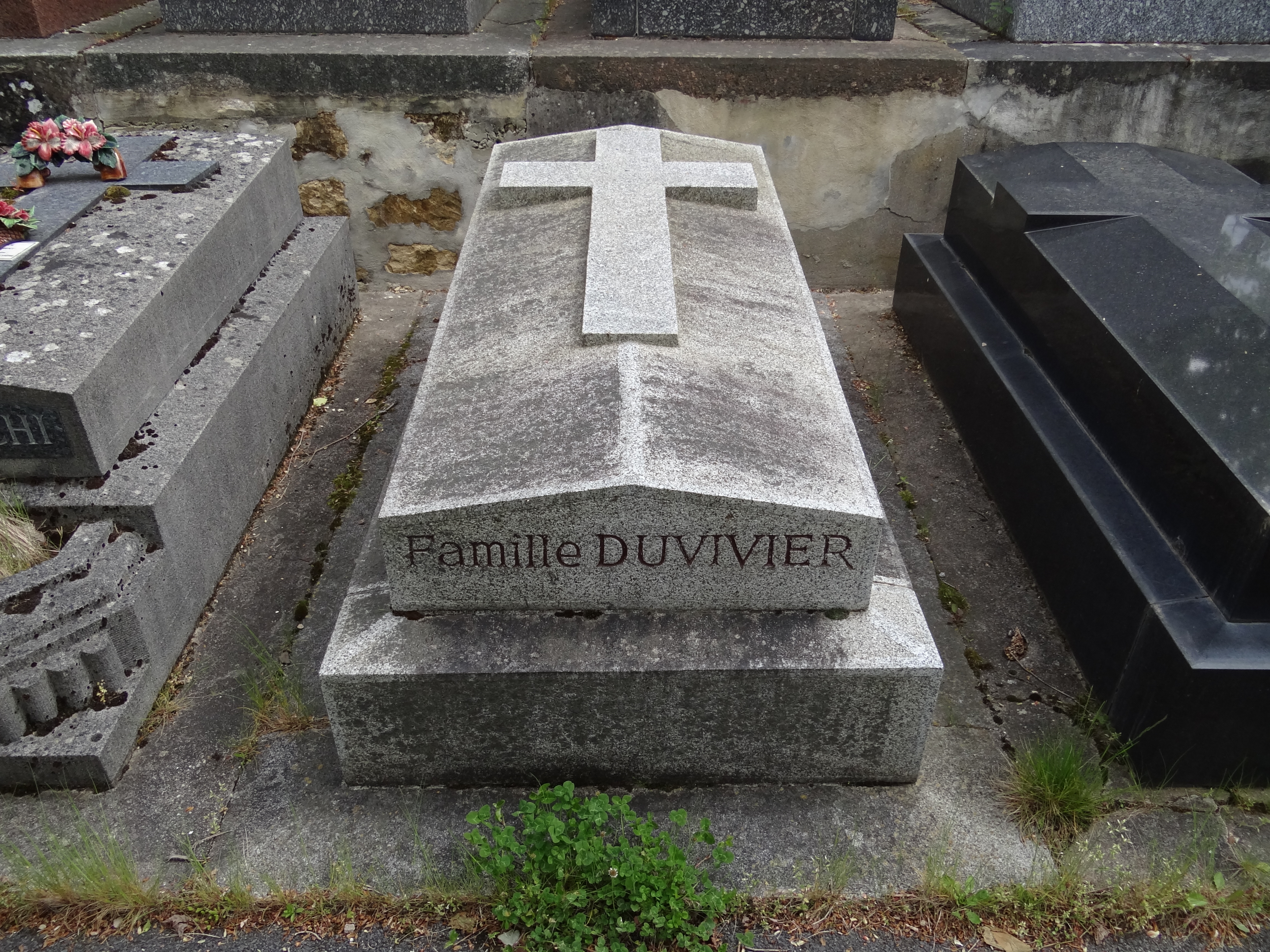
La tombe de Julien Duvivier au cimetière ancien de Rueil-Malmaison (Hauts-de-Seine).

Il est enterré au cimetière ancien de Rueil-Malmaison dans les Hauts-de-Seine. Son épouse Olga était morte douze ans avant lui.

## Thèmes récurrents
- Un thème fréquent du cinéma de Duvivier est la bande, le groupe, la microsociété et la façon dont les individus peuvent évoluer ou pas au sein de leur environnement humain : La Belle Équipe qui donne son titre au film, la petite ville de Panique, le village italien des Don Camillo, le groupe d'acteurs retraités de La Fin du jour, le groupe d'anciens résistants dans Marie-Octobre, la gigantesque microsociété qu'est Paris dépeinte de façon impressionniste dans Sous le ciel…, les films de Duvivier sont comme des bouts de vie tissés. À côté de cela on y trouve des personnages à la solitude d'autant plus pesante, déchirante, qu'un monde grouille de vie autour d'eux : le Saint-Clair de La Fin du jour, le Monsieur Hire de Panique, l'assassin et la vieille dame aux chats de Sous le ciel…, le traître aux abois une fois dévoilé dans Marie-Octobre…
- On trouve des portraits de femmes particulièrement cyniques dans La Belle Équipe, Panique, Voici le temps des assassins, Chair de poule…
- On trouve des scènes se passant sur ou sous les toits dans La Belle Équipe, Panique (notamment la scène finale). Sous le ciel de Paris commence, après quelques vues aériennes de Paris, par un plan où l'on voit un chat de gouttière marcher sur un toit ; et l'assassin du film s'est aménagé un atelier de sculpteur dans une mansarde. C'est dans une mansarde également qu'habite le jeune homme de Boulevard — à qui il arrive de temps à autre de fuguer par la lucarne —, ainsi que le cambrioleur, joué par de Funès, du sketch Tu ne déroberas point dans Le Diable et les Dix Commandements…
- La voix off : de celle de Dieu (Jean Debucourt) dans les Don Camillo à celle du diable (Claude Rich) dans Le Diable et les Dix Commandements. Une voix off (François Périer) est omniprésente dans Sous le ciel de Paris.

## Reconnaissance et postérité
Duvivier laisse derrière lui une filmographie riche de près de soixante-dix titres, parmi lesquels d’incontournables classiques du cinéma mondial. Il eut des acteurs fétiches : Harry Baur, Jean Gabin — et des collaborateurs fidèles, comme Charles Spaak, Henri Jeanson, René Barjavel, pour l’écriture.
Jean Renoir a dit à son sujet : 

« Si j'étais architecte et devais construire un monument du cinéma, je placerais une statue de Duvivier au-dessus de l'entrée. Ce grand technicien, ce rigoriste, était un poète. »

Outre Jean Renoir, Ingmar Bergman et Orson Welles tenaient notamment Duvivier en haute estime,.
Son film, Marianne de ma jeunesse, premier film de Pierre Vaneck, est une inspiration majeure[réf. nécessaire] pour le mangaka Leiji Matsumoto. Marianne inspire en particulier le personnage de Maetel.
Duvivier est l'inventeur d’un univers d’images où le réalisme le plus cru et souvent très noir est pénétré d’une fantaisie insolite. Après la Seconde Guerre mondiale, il donne une représentation tout aussi pessimiste de la société française, qu'il montre dominée par l'hypocrisie, le cléricalisme étroit, la mesquinerie et la rouerie féminine.

## Filmographie
Sauf indication contraire, les informations mentionnées dans cette section peuvent être confirmées par les bases de données cinématographiques IMDb et Allociné,  présentes dans la section « Liens externes ».

### Période 1919-1930: les films muets
| Année | Film                                 | Acteurs principaux | Notes                                                           |
| 1919  | Haceldama ou le Prix du sang         |                    |                                                                 |
| 1920  | La Réincarnation de Serge Renaudier  |                    | film disparu                                                    |
| 1921  | Crépuscule d’épouvante               |                    |                                                                 |
| 1922  | L'Agonie des aigles                  | Gaby Morlay        | coréalisé avec Dominique Bernard-Deschamps                      |
| 1922  | Les Roquevillard                     |                    |                                                                 |
| 1922  | L'Ouragan sur la montagne            |                    |                                                                 |
| 1922  | Der Unheimliche Gast                 | Jeanne Helbling    | titre français : Le Logis de l'horreur film tourné en Allemagne |
| 1923  | Le Reflet de Claude Mercœur          |                    |                                                                 |
| 1924  | Credo ou la Tragédie de Lourdes      |                    |                                                                 |
| 1924  | Cœurs farouches                      |                    |                                                                 |
| 1924  | La Machine à refaire la vie          |                    |                                                                 |
| 1924  | L'Œuvre immortelle                   |                    |                                                                 |
| 1925  | L'Abbé Constantin                    |                    |                                                                 |
| 1925  | Poil de Carotte                      |                    |                                                                 |
| 1926  | L'Homme à l'Hispano                  |                    |                                                                 |
| 1926  | La Nuit de la revanche               |                    | Duvivier n'a pas réalisé ce film, il en est le scénariste       |
| 1927  | L'Agonie de Jérusalem                |                    |                                                                 |
| 1927  | Le Mariage de mademoiselle Beulemans |                    |                                                                 |
| 1928  | Le Tourbillon de Paris               |                    |                                                                 |
| 1928  | Le Mystère de la tour Eiffel         |                    |                                                                 |
| 1929  | La Divine Croisière                  |                    |                                                                 |
| 1929  | La Vie miraculeuse de Thérèse Martin | Janine Borelli     |                                                                 |
| 1929  | Maman Colibri                        | Jeanne Dax         | Film visionnable sur la plateforme europafilmtreasures.eu       |
| 1930  | Au Bonheur des Dames                 | Dita Parlo         | dernier film muet du réalisateur, sonorisé ultérieurement       |

### Période 1931-1940: les parlants de l'entre-deux-guerres
| Année | Film                                   | Acteurs principaux                                                                                      | Notes |
| 1931  | David Golder                           | Harry Baur                                                                                              | premier film parlant du réalisateur |
| 1931  | Les Cinq Gentlemen maudits             | Harry Baur, Robert Le Vigan                                                                             | |
| 1931  | Die Fünf verfluchten Gentlemen         | Anton Walbrook                                                                                          | version tournée en allemand du film précédent |
| 1932  | Poil de Carotte                        | Harry Baur, Robert Lynen                                                                                | remake du film de 1925 |
| 1932  | La Vénus du collège                    | | projet abandonné |
| 1932  | Allô Berlin ? Ici Paris !              | Josette Day                                                                                             | |
| 1933  | La Tête d'un homme                     | Harry Baur                                                                                              | |
| 1933  | Le Petit Roi                           | Robert Lynen                                                                                            | |
| 1933  | La Machine à refaire la vie            | | remake du film de 1924 |
| 1934  | Le Paquebot Tenacity                   | Albert Préjean                                                                                          | |
| 1934  | Maria Chapdelaine                      | Madeleine Renaud, Jean Gabin, Jean-Pierre Aumont                                                        | Grand Prix du cinéma français 1934 |
| 1935  | Golgotha                               | Robert Le Vigan, Harry Baur, Jean Gabin, Edwige Feuillère                                               | |
| 1935  | La Bandera                             | Jean Gabin, Annabella, Robert Le Vigan, Raymond Aimos, Pierre Renoir, Gaston Modot                      | coscénariste : Charles Spaak |
| 1935  | Bout de chou                           | | coscénariste avec Yves Mirande |
| 1936  | La Belle Équipe                        | Jean Gabin, Charles Vanel, Viviane Romance, Raymond Aimos                                               | coscénariste : Charles Spaak chanson phare : Quand on se promène au bord de l'eau                                                                           |
| 1936  | Le Golem                               | Harry Baur, Charles Dorat                                                                               | |
| 1937  | L'Homme du jour                        | Maurice Chevalier, Elvire Popesco                                                                       | coscénariste : Charles Spaak |
| 1937  | Pépé le Moko                           | Jean Gabin, Mireille Balin, Marcel Dalio, Fernand Charpin, Gabriel Gabrio, Saturnin Fabre, Gaston Modot | coscénariste : Henri Jeanson |
| 1937  | Un carnet de bal                       | Marie Bell, Pierre Richard-Willm, Louis Jouvet, Raimu, Fernandel, Pierre Blanchar, Harry Baur           | coscénariste : Henri Jeanson e.a. film à sketches Prix du Meilleur film étranger au Festival de Venise 1937                                                 |
| 1938  | Toute la ville danse (The Great Waltz) | Fernand Gravey, Luise Rainer, Miliza Korjus                                                             | réalisé aux États-Unis pour la MGM, film musical sur Johann Strauss Josef von Sternberg et Victor Fleming participèrent à la réalisation sans être crédités |
| 1939  | La Fin du jour                         | Victor Francen, Louis Jouvet, Michel Simon, Madeleine Ozeray                                            | coscénariste : Charles Spaak Coupe du Film à scénario, Festival de Venise 1939                                                                              |
| 1939  | La Charrette fantôme                   | Pierre Fresnay, Louis Jouvet, Marie Bell                                                                | |
| 1940  | Untel père et fils                     | Raimu, Michèle Morgan, Louis Jouvet                                                                     | tourné en France en 1940, mais sorti en 1943 aux États-Unis, en 1945 en France coscénaristes : Marcel Achard et Charles Spaak                               |

### Période 1941-1944: l'intermède américain
| Année | Film                           | Acteurs principaux                                                                             | Notes                                                                 |
| 1941  | Lydia                          | Merle Oberon, Joseph Cotten                                                                    | coscénariste : Ben Hecht                                              |
| 1942  | Six Destins                    | Charles Boyer, Rita Hayworth, Ginger Rogers, Henry Fonda, Charles Laughton, Edward G. Robinson | i.e. Six destins film à sketches                                      |
| 1943  | Obsessions (Flesh and Fantasy) | Edward G. Robinson, Charles Boyer, Barbara Stanwyck                                            | i.e. Obsessions film à sketches                                       |
| 1944  | L'Imposteur                    | Jean Gabin                                                                                     |                                                                       |
| 1944  | Destiny                        | Alan Curtis                                                                                    | film de Reginald Le Borg, auquel Duvivier participa sans être crédité |

### Période 1946-1959: les films d'après-guerre
| Année | Film                          | Acteurs principaux | Notes                                                                  |
| 1947  | Panique                       | Michel Simon, Viviane Romance, Paul Bernard                                                                                             | coscénariste : Charles Spaak                                           |
| 1948  | Anna Karénine                 | Vivien Leigh, Ralph Richardson | film tourné en Grande-Bretagne coscénariste : Jean Anouilh             |
| 1949  | Au royaume des cieux          | Serge Reggiani, Jean Davy | dialogue d'Henri Jeanson                                               |
| 1950  | Black Jack                    | George Sanders, Agnes Moorehead | coréalisateur : José Antonio Nieves Conde coscénariste : Charles Spaak |
| 1951  | Sous le ciel de Paris         | Paul Frankeur, Sylvie, François Périer, Brigitte Auber                                                                                  | coscénariste : René Lefèvre                                            |
| 1952  | Le Petit Monde de don Camillo | Fernandel, Gino Cervi | coscénariste : René Barjavel primé au Festival de Venise               |
| 1952  | La Fête à Henriette           | Dany Robin, Michel Auclair | coscénariste : Henri Jeanson                                           |
| 1953  | Le Retour de don Camillo      | Fernandel, Gino Cervi | coscénariste : René Barjavel                                           |
| 1954  | L'Affaire Maurizius           | Madeleine Robinson, Daniel Gélin, Charles Vanel, Anton Walbrook, Eleonora Rossi Drago                                                   |                                                                        |
| 1955  | Marianne de ma jeunesse       | Marianne Hold, Pierre Vaneck |                                                                        |
| 1955  | Marianne                      | Marianne Hold, Horst Buchholz | version tournée en allemand du film précédent                          |
| 1956  | Voici le temps des assassins  | Jean Gabin, Danièle Delorme |                                                                        |
| 1957  | Pot-Bouille                   | Gérard Philipe, Danielle Darrieux, Dany Carrel                                                                                          | coscénariste : Henri Jeanson                                           |
| 1957  | L'Homme à l'imperméable       | Fernandel, Bernard Blier | coscénariste : René Barjavel                                           |
| 1959  | La Femme et le Pantin         | Brigitte Bardot, Antonio Vilar, Lila Kedrova                                                                                            | coscénaristes : Marcel Achard, Jean Aurenche                           |
| 1959  | Marie-Octobre                 | Danielle Darrieux, Paul Meurisse, Bernard Blier, Serge Reggiani, Lino Ventura, Paul Frankeur, Paul Guers, Daniel Ivernel, Robert Dalban | dialogue : Henri Jeanson                                               |

### Période 1960-1967: derniers films
| Année | Film                               | Acteurs principaux | Notes                                                  |
| 1960  | La Grande Vie                      | Giulietta Masina, Gert Fröbe | Das kunstseidene Mädchen coscénariste : René Barjavel  |
| 1960  | Boulevard                          | Jean-Pierre Léaud, Pierre Mondy | coscénariste : René Barjavel                           |
| 1962  | La Chambre ardente                 | Jean-Claude Brialy, Édith Scob, Claude Rich | coscénariste : Charles Spaak                           |
| 1962  | Le Diable et les Dix Commandements | Michel Simon, Micheline Presle, Françoise Arnoul, Mel Ferrer, Claude Dauphin, Charles Aznavour, Lino Ventura, Fernandel, Alain Delon, Danielle Darrieux, Madeleine Robinson, Louis de Funès, Jean-Claude Brialy | film à sketches scénario : Audiard, Barjavel, Jeanson… |
| 1963  | Chair de poule                     | Robert Hossein, Jean Sorel, Catherine Rouvel | coscénariste : René Barjavel                           |
| 1967  | Diaboliquement vôtre               | Alain Delon, Senta Berger |                                                        |